# Grga Martić
Fra Grga Martić, född 22 januari 1822 i Rastovača vid Posušje, död 30 augusti 1905 i Kreševo, var en kroatisk skald.
Martić föddes i en bosnienkroatisk familj och blev tidigt munk i franciskanklostret i Kreševo och prästvigdes 1845. Hans förnämsta verk är den stora hjältedikten Osvetnici (Hämnarna), som i sju fristående sånger (tillsammans 24 000 versrader) skildrar Bosnien och Hercegovinas oroliga historia från mitten av 1800-talet fram till den österrikisk-ungerska ockupationen. Dessutom samlade han folkvisor från Bosnien och Hercegovina, om slaget vid Trastfältet, översatte Jean Racines "Iphigénie", en del av Aeneiden och visor av Franciskus av Assisi efter A.T. Ozanam. Martić var hedersledamot av Sydslaviska akademien i Zagreb. Av hans samlade skrifter utkom del 1 1893 i Sarajevo.